# Landkreis Garmisch-Partenkirchen
Landkreis Garmisch-Partenkirchen ligger i den sydvestlige del af Regierungsbezirk Oberbayern i den tyske delstat Bayern. Nabolandkreise er mod nord Landkreis Weilheim-Schongau, mod øst Landkreis Bad Tölz-Wolfratshausen, i syd ligger den Østrigske delstat Tyrol og mod vest Landkreis Ostallgäu i  Regierungsbezirk Schwaben.

## Geografi
Den sydlige del af  landkreisen, landskabet Werdenfelser Land, er en del af alperne med bjergmassiverne Karwendel und Wetterstein ( med Zugspitze på 2.962 m) og ligger på grænsen til Tyrol i Østrig. Nordligere sænker bjergene sig i Bayerische Voralpens mere  bakkede landskab mod   landskabet Pfaffenwinkel, med søer og udstrakte moser. 

## Købstæder og kommuner
Kreisen havde 88467  indbyggere pr.  2018-12-31

| Købstæder (markt) 1. Garmisch-Partenkirchen (27194) 2. Mittenwald (7336) 3. Murnau am Staffelsee (12118) Ubeboet kommunefri område 1. Ettaler Forst (83,46 km²) Verwaltungsgemeinschafte 1. Ohlstadt (Kommunerne Eschenlohe, Großweil, Ohlstadt og Schwaigen) 2. Saulgrub (Kommunerne Bad Bayersoien og Saulgrub) 3. Seehausen am Staffelsee (Kommunerne Riegsee, Seehausen am Staffelsee og Spatzenhausen) 4. Unterammergau (Kommunerne Ettal og Unterammergau) | Kommuner 1. Bad Bayersoien (1188) 2. Bad Kohlgrub (2841) 3. Eschenlohe (1593) 4. Ettal (775) 5. Farchant (3634) 6. Grainau (3507) 7. Großweil (1486) 8. Krün (1962) 9. Oberammergau (5474) 10. Oberau (3399) 11. Ohlstadt (3248) 12. Riegsee (1197) 13. Saulgrub (1642) 14. Schwaigen (635) 15. Seehausen am Staffelsee (2441) 16. Spatzenhausen (750) 17. Uffing am Staffelsee (2976) 18. Unterammergau (1566) 19. Wallgau (1505) |